# Frontera entre Estonia y Letonia
La frontera entre Estonia y Letonia es el lindero internacional de 339 kilómetros de longitud, en dirección oeste-este, que separa los territorios de Estonia y Letonia. En su forma actual, no ha cambiado desde 1945 hasta el presente, cuando ambos países eran parte de la Unión Soviética. Comienza al este, en el golfo de Riga del mar Báltico, y sigue hacia el este hasta la triple frontera Estonia-Letonia-Rusia. Pasa por las proximidades de Valga (Estonia) y el cerro Suur Munamägi.
Separa, de oeste hacia el este, las regiones estonias de Parnumaa, Viljandimaa, Valgamaa y Võrumaa de los distritos letones de Limbaži, Valmiera, Valka y Alūksne.

## Historia

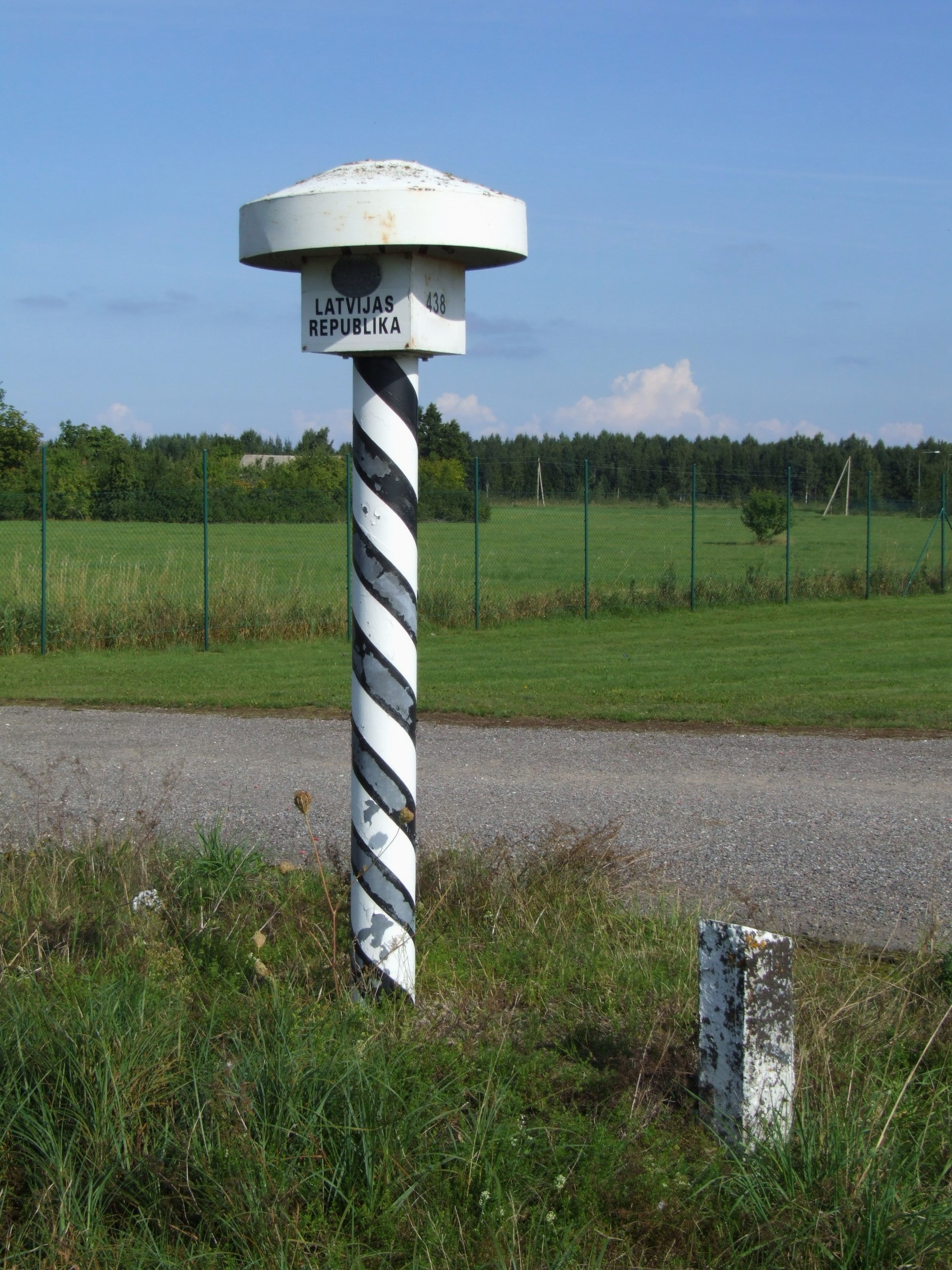
Marcador fronterizo de Letonia.

Tras la Primera Guerra Mundial y el establecimiento de las repúblicas independientes de Letonia y Estonia, la frontera fue establecida conjuntamente por los representantes de ambos países. Como ninguno de estos dos países existió antes, no existían ambiciones territoriales. El límite fue trazado sobre una base étnica. El 22 de marzo de 1920, se firmó el Convenio de Arbitraje sobre la cuestión de la frontera letona-estonia.
A partir del juicio del tribunal arbitral de Riga del 19 de octubre de 1920, Estonia y Letonia firmaron un acuerdo sobre la determinación de fronteras naturales y adoptaron una instrucción en el comité mixto demarcador. El acuerdo complementario del 1 de noviembre de 1923 estableció el límite entre la parte oriental de Letonia y Estonia con Rusia. El 30 de marzo de 1927, se trazó el lindero, que en aquel entonces era de 375 km de largo con 442 puntos fronterizos, numerados desde el punto de contacto de Letonia, Estonia y la Unión Soviética en el este hasta el golfo de Riga, cerca de Ainaži, al oeste.
La frontera letona-estonia es custodiada por los guardias fronterizos en Valka, Ziemupe, Rūjiena y Ainaži.

## Disputas territoriales
Dada la configuración de la frontera, la propiedad de ciertos territorios de los distritos de Valmiera y Valka por uno u otro país generó polémicas. Estonia, por ejemplo, reclamó zonas de Ape, Veclaicene, Valka, Lodos, Ipiķi y Ainaži. De estos territorios, Estonia obtuvo la mayor parte de la ciudad de Valka (Valga) y las parroquias de Cores (Sooru) y Platera (Laat).
A su vez, la mayor parte de la parroquia de Jaunroze (en estonio: Vastse-Roosa) del antiguo condado de Võru se incluyó en Letonia. La mayoría de la gente votó a favor de unirse a Letonia en el referéndum de Ainaži. Letonia reclamó la parroquia de Kajajärve y algunos otros territorios pequeños, así como la isla de Ruhnu, pero en 1923 abandonó las pretensiones para poder formar una alianza militar con Estonia.

## Borde contemporáneo
Hoy en día, la frontera entre Letonia y Estonia se acortó en 32 km desde 1944. En ese año, la Unión Soviética separó de ambos países los distritos de Abrene y Petchory, respectivamente.
La restauración de la frontera entre Letonia y Estonia se inició en 1992 y se completó en 1999. Está marcado con 442 hitos.

## Cruces
Desde 2007, ambos países son miembros del área Schengen y los controles fronterizos no se están llevando a cabo en la frontera común, pues es posible cruzar en cualquier lugar.